# Muriel Médard
Muriel Medard (* 1. Februar 1968) ist eine französisch-amerikanische Informatikerin und Hochschullehrerin. Sie ist Cecil H. Green Professorin in der Abteilung für Elektrotechnik und Informatik (EECS) am MIT, wo sie die Network Coding and Reliable Communications Group leitet.

## Leben und Werk
Médard besuchte von 1978 bis 1985 das Lycée International de Saint-Germain-en-Laye, wo sie ein französisches Abitur mit Auszeichnung, mehrere Zertifikate des International Baccalaureate sowie einen ersten und zweiten Preis beim französischen Concours Général erhielt. Sie studierte am MIT und erwarb drei Bachelor-Abschlüsse, 1989 in EECS, 1989 in Mathematik und 1991 in russischer Literatur, sowie 1991 den Master of Science. Sie promovierte 1995 in Elektrotechnik bei Robert Gray Gallager mit der Dissertation: The capacity of time varying multiple user channels in wireless communications. Nach ihrem Abschluss arbeitete sie 1998 als Assistenzprofessorin an der University of Illinois at Urbana-Champaign. Seit 2000 forscht sie als Professorin am MIT.
Sie ist mit dem Mathematiker Ken Duffy verheiratet und Mutter von vier Kindern.
Médard ist oder war Mitglied des wissenschaftlichen Beirats mehrerer internationaler Forschungseinrichtungen, darunter DARPA, das Europäische Kompetenzzentrum für Smart Cities, COMINLABS (Bretagne) und Digicosme/Digitéo (Paris Tech). Sie wurde 2012 zur Präsidentin der IEEE Information Theory Society gewählt und war elf Jahre lang Mitglied des Board of Governors.
Médard war Mitbegründerin von drei Unternehmen zur Kommerzialisierung von Netzwerkcodierung, 2014 von Chocolate Cloud und CodeOn, 2011 von Steinwurf, für das sie Chief Scientist ist.

## Forschung
Médard hat zahlreiche Beiträge zur Theorie und Praxis der Netzwerkcodierung, optischer Netzwerke und drahtloser Kommunikation geleistet. Als Leiterin der Netzwerkcodierungsgruppe am MIT leitete sie ein Team, das einen Siliziumchip entwickelte, der die Notwendigkeit für kundenspezifische Decodierungshardware zur Erkennung von Signalfehlern eliminiert. Der Chip verwendet einen neuen Algorithmus, den das Team zusammen mit Ken Duffy von der Maynooth University in Irland entwickelte, das Guessing Random Additive Noise Decoding (GRAND).
Médard entwirft Decoder mit GRAND (Guessing Additive Noise Decoding), die universell sind und jegliches Wissen über Rauschstatistiken zu ihrem Vorteil nutzen, Netzwerkcodierung in Netzwerkprotokolle einzubringen und sie zum Erstellen neuer Sicherheitstools, insbesondere für die Post-Quanten-Kryptographie, zu verwenden.
Sie hat über fünfzig US-amerikanische und internationale Patente. Sie war Herausgeberin zahlreicher Publikationen des Institute of Electrical and Electronics Engineers (IEEE) und sie war Chefredakteurin des IEEE Journal on Selected Areas in Communications. Im Februar 2022 betrug ihr h-Index 78.

## Auszeichnungen und Ehrungen (Auswahl)
- 2001: NSF Career Award
- 2008: IEEE Fellow[10]
- 2009: IEEE Communication Society and Information Theory Society Joint Paper Award
- 2013: MIT EECS Graduate Student Association Mentor Award
- 2014: Cecil H. Green Professor
- 2016: IEEE Vehicular Technology James Evans Avantgarde Award
- 2017: Aaron Wyner Distinguished Service Award
- 2018: Fellow of the US National Academy of Inventors
- 2020: Ehrendoktorwürde der Technischen Universität München
- 2020: Mitglied der National Academy of Engineering
- 2021: Mitglied der American Academy of Arts and Sciences
- 2021: Padovani Lecturer 2021[11]
- 2022: Koji Kobayashi Computers and Communications Award[12]
- 2022: Ehrendoktorwürde der Universität Aalborg [13]
- 2022: Aufnahme als Mitglied der Sektion Informationswissenschaften in die Nationale Akademie der Wissenschaften Leopoldina

## Veröffentlichungen (Auswahl)
- mit Alex Sprintson: Network Coding: Fundamentals and Applications. Academic Press, 2011, ISBN 978-0-12-380918-6.
- mit Alex Sprintson: Translations of International Information Engineering Advanced Technology: Network Coding Fundamentals and Applications (Chinese Edition). 机械工业出版社, 2014, ISBN 978-7-111-44506-7.